# 5927 Krogh
5927 Krogh è un asteroide della fascia principale. Scoperto nel 1938, presenta un'orbita caratterizzata da un semiasse maggiore pari a 3,1545097 au e da un'eccentricità di 0,2022786, inclinata di 11,18862° rispetto all'eclittica.
L'asteroide è dedicato al matematico statunitense Fred T. Krogh.